# Hofkirche (Innsbruck)
Hofkirche (término alemán para "Iglesia de la Corte") es una iglesia gótica localizada en el Altstadt (Ciudad Vieja) de Innsbruck, Austria. La iglesia fue construida en 1553 por el emperador Fernando I (1503-1564) en honor a su abuelo Maximiliano I (1459-1519). El complejo incluye su cenotafio, y una notable colección de esculturas del Renacimiento alemán. La iglesia también contiene la tumba de Andreas Hofer, héroe nacional tirolés y del archiduque Fernando II de Austria.
En el testamento de Maximiliano quedaba dispuesto que fuese enterrado en la capilla de Wiener Neustadt. Sin embargo, no resultaba práctico construir allí el gran monumento que había planeado personalente. Fernando I, el ejecutor del testamento, lo instaló en una nueva iglesia y monasterio en Innsbruck. Finalmente, la tumba con los restos de Maximiliano quedó en Wiener Neustadt mientras la Hofkirche sirve únicamente como lugar del cenotafio.

## Iglesia
La Hofkirche está localizada en Universitätsstraße 2, adyacente al Hofburg en la ciudad vieja de Innsbruck. La iglesia fue diseñada por el arquitecto Andrea Crivelli de Trento de acuerdo al diseño tradicional alemán de iglesia de salón, que consta de tres naves y un coro, ventanas redondas y de arco de medio punto, y tejado inclinado. Sus contrafuertes en distintos estilos reflejan un diseño que combina el estilo renacentista con el estilo gótico tardío alemán. Los maestros Hieronymus de Longhi y Anton de Bol fueron los autores de la fachada renacentista.

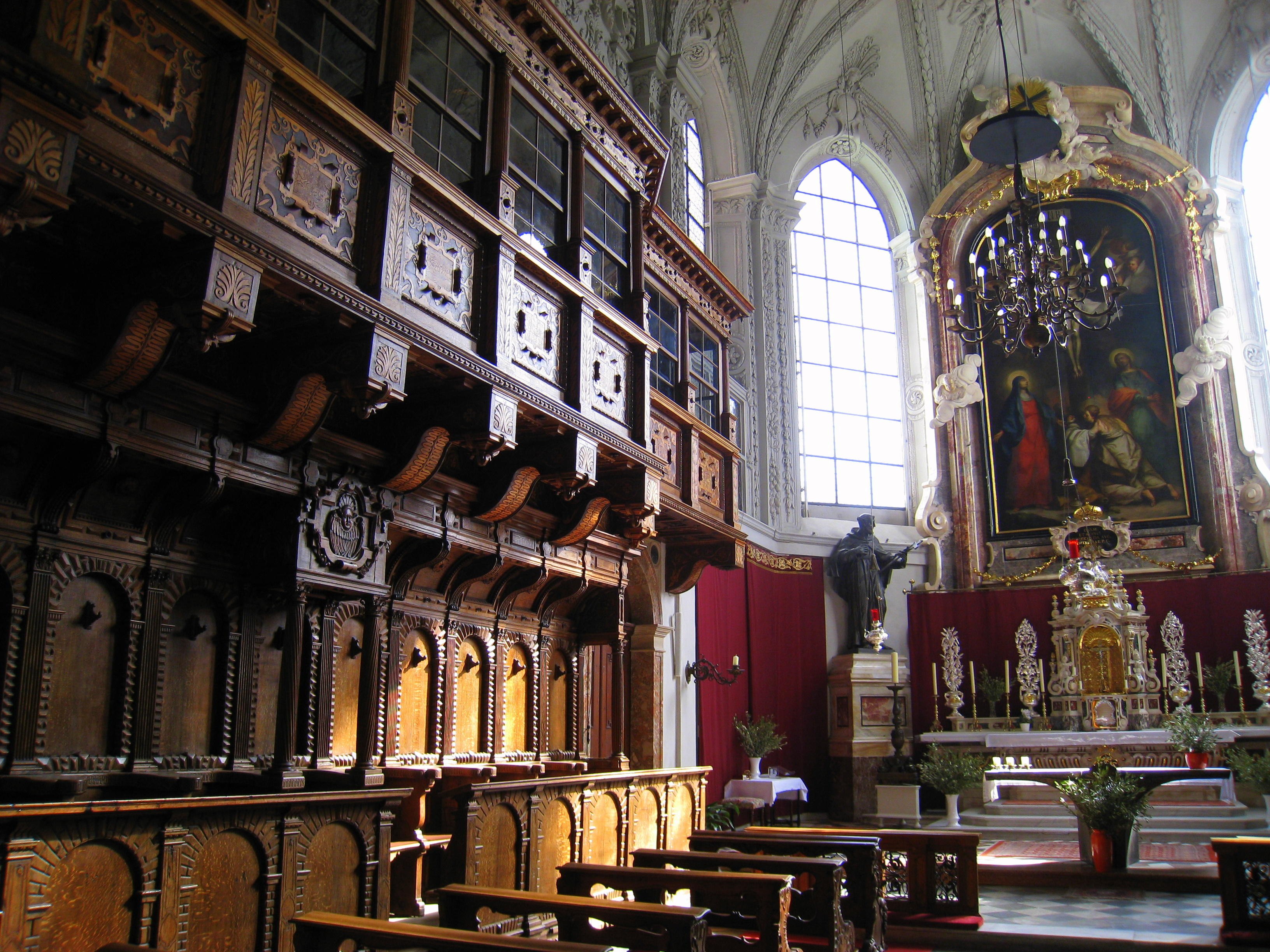
Coro y altar

El interior de iglesia contiene galerías, columnas de mármol rojo con estilizados capitales corintios de color blanco y un atril. Se conservan los arcos originales de la galería, en piedra arenisca de Mittenwald, pero tras los daños por un terremoto en el siglo XVII,  la bóveda fue reconstruida en estilo barroco.
El altar actual fue diseñado en 1755 por el arquitecto vienés Nikolaus Pacassi. Está decorado con una crucifixión del pintor vienés Johann Carl Auerbach y estatuas de bronce de los santos Francisco de Asís y  Teresa de Ávila del escultor Balthasar Moll de Innsbruck (1768). El órgano renacentista (1560) es obra de Jörg Ebert de Ravensburg y ha sido descrito como uno de los cinco órganos más famosos en el mundo. Domenico Pozzo de Milán pintó los paneles del órgano.
Una capilla lateral, llamada la Capilla de Plata (Silberne Kapell), fue consagrada en 1578. Alberga un altar de plata dedicado a la virgen María que incorpora tres colmillos de elefante y trescientos kilos de ébano. Ahí reposan las tumbas del Archiduque Fernando II y de su mujer Philippine Welser—ambos obra de Alexander Colyn.

## Cenotafio

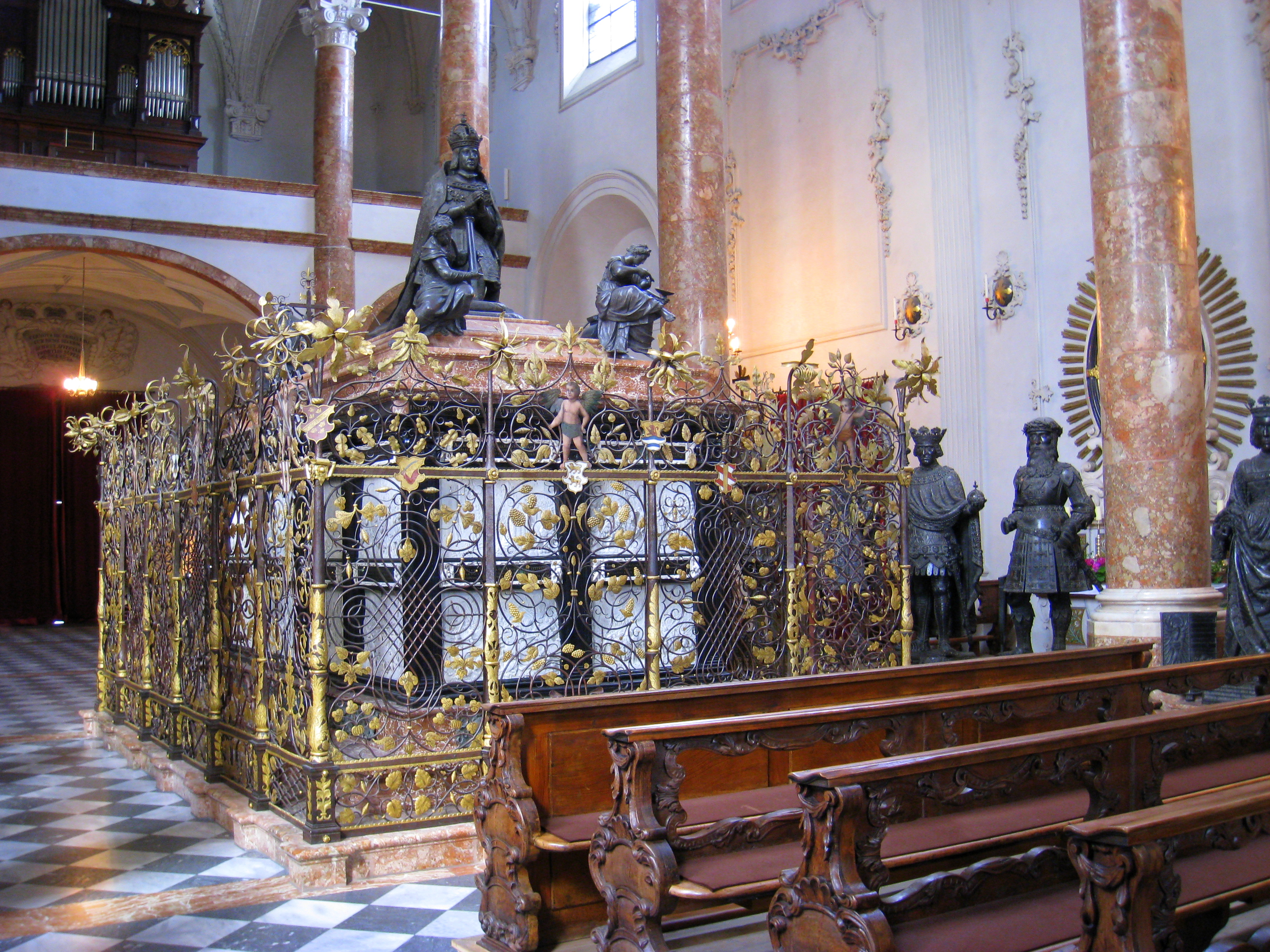
Cenotafio de Maximiliano

El cenotafio de mármol negro del emperador Maximiliano ocupa el centro de la nave. Florian Abel, de Praga, suministró un borrador de la tumba alta en florido estilo manierista. Su construcción tomó más de 80 años. El sarcófago fue completado en 1572 y los adornos finales —el emperador arrodillado, las cuatro virtudes y la reja de hierro— fueron añadidos en 1584.
Hieronymus Longi, maestro de obras de Trento, dirigió la construcción de la tumba. La base está hecha de mármol de Hagau, una roca caliza del jurásico encontrada en el norte del Tirol y utilizada como material de construcción en toda Austria occidental. El friso de bronce con relieves de trofeos incluye jarrones, armadura, armas, escudos, instrumentos musicales, etc, con dos filas de relieves en mármol blanco en su parte superior. Los 24 relieves fueron obra del artista Alexander Colin, basados en tallas de madera del El Arco Triunfal (Ehrenpforte) de Alberto Durero, con cuatro bajorrelieves de piedra en los lados cortos de la tumba, y ocho en sus lados más largos. Describen acontecimientos de la vida de Maximiliano como sigue:
1. Matrimonio de Maximiliano con María de Borgoña, 1477
2. Victoria sobre el ejército francés en la primera batalla de Guinegate, 1479
3. Recaptura de la fortaleza de Arras, 1492
4. La coronación de Maximiliano como Rey de los romanos en Aachen, 1486
5. Victoria de archiduque Segismundo del Tirol sobre los venecianos en Calliano, 1487
6. Liberación de Viena de los húngaros por Maximiliano, 1490
7. Captura de Stuhlweissenburg, 1490
8. Regreso de la hija de Maximiliano, Margarita, de manos del rey francés, 1493
9. Retirada de los turcos de Croacia, 1493
10. Alianza de la Santa Liga contra Francia, 1494
11. Boda de Maximiliano con Blanca Maria Sforza, 1494
12. Matrimonio de Felipe el Hermoso con Juana de Castilla (Juana la loca), 1496
13. Victoria de Maximiliano sobre los bohemios cerca de Regensburg, 1504
14. Captura de la fortaleza de Kufstein, 1504
15. Subyugación del Duque de Guelders, 1505
16. Alianza de Cambrai contra Venecia, 1508
17. Victoria sobre Venecia, 1509
18. Regreso del Duque Maximiliano Sforza a Milán, 1512
19. Victoria sobre el francés en la Segunda Batalla de Guinegate, 1513
20. Maximiliano y Enrique VIII de Inglaterra se reúnen en Thérouanne, 1513
21. Derrota de los venecianos cerca de Vicenza, 1513
22. Captura de la fortaleza veneciana de Murano, 1514
23. Compromiso del nieto de Maximiliano, Fernando, con Ana de Bohemia y Hungría, 1515
24. Defensa de Verona, 1516

La tumba está encerrada dentro de una reja de hierro creada por Jörg Schmidhammer de Praga, basada en un dibujo del pintor insbruqués Paul Trabel, y coronado por estatuas de las cuatro virtudes y del emperador arrodillado, fundidos en Mühlau por Alexander Colin.

## Estatuas

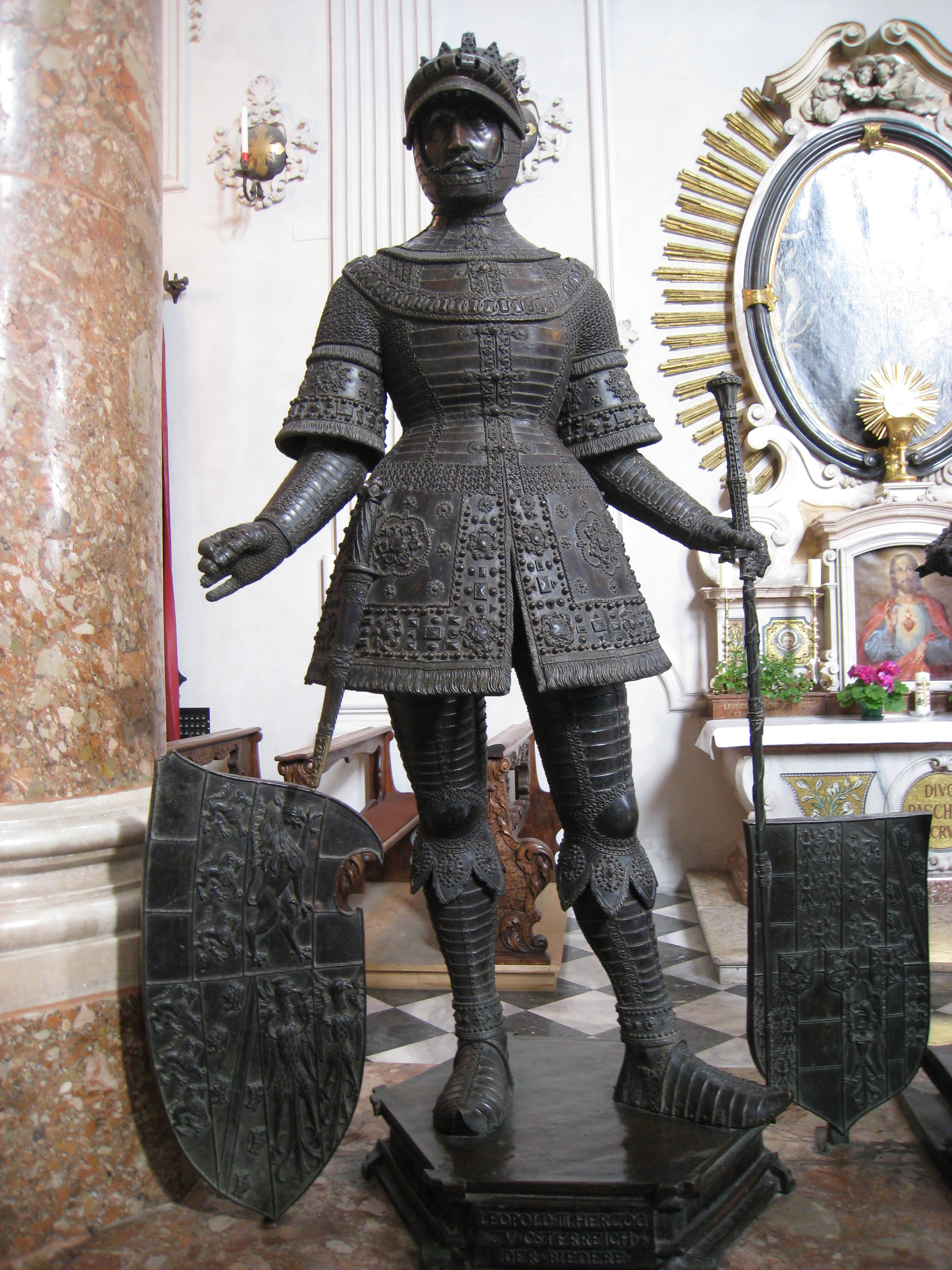
Duque Leopoldo III

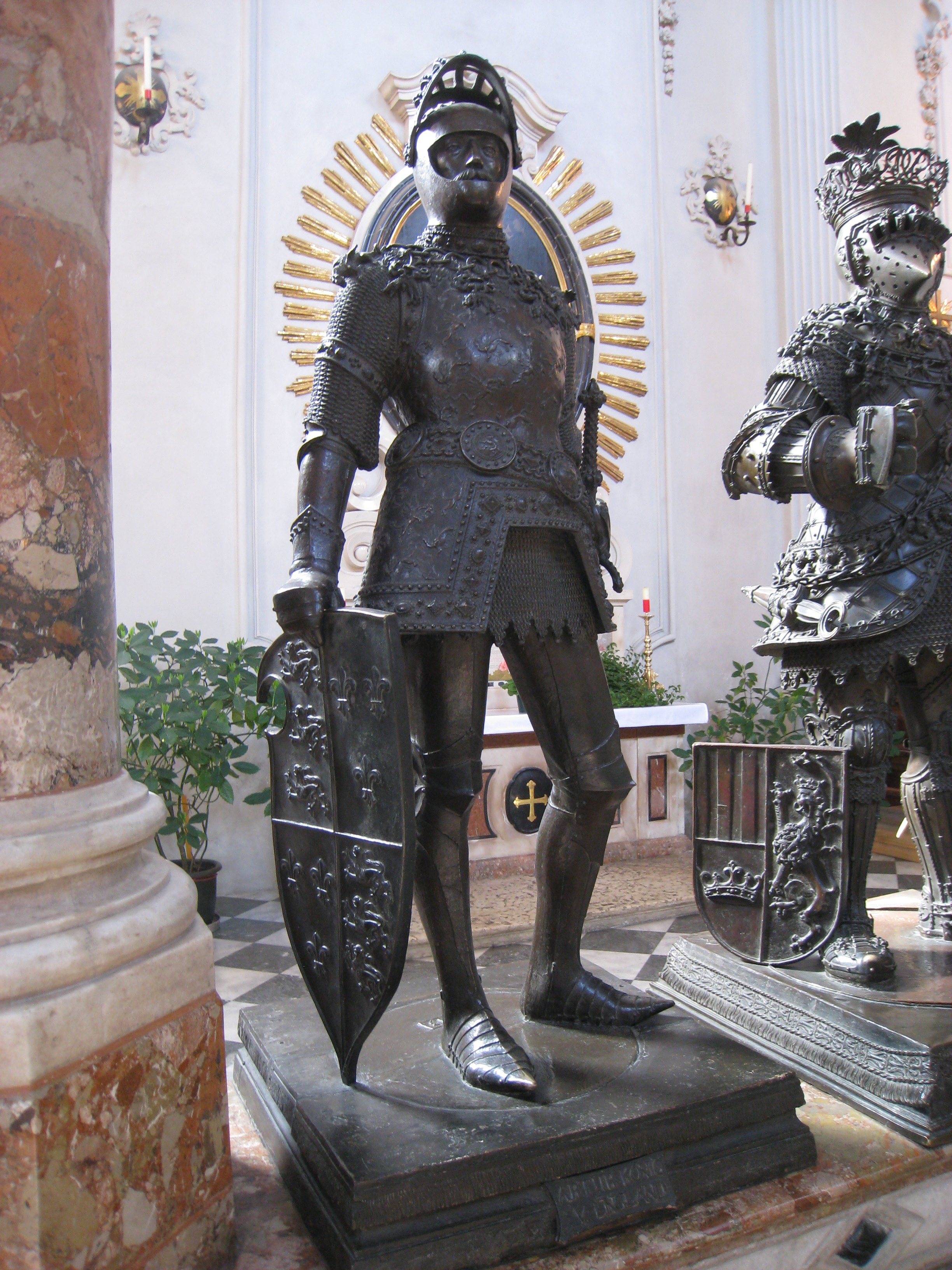
Rey Arturo

El cenotafio está rodeado por 28 grandes estatuas de bronce (200-250 cm) de antepasados y parientes de Maximiliano, así como de héroes reverenciados en la época. Las estatuas fueron creadas entre 1502-1555 por un conjunto de artistas que incluyen a Amberger, Alberto Durero, Jörg Kölderer, Jörg Polhamer el viejo, Gilg Sesselschreiber, Ulrich Tiefenbrunn, Peter Vischer, Hans Leinberger, G. Löffler, Leonhart Magt y Veit Stoß. Tres de las estatuas están basadas en diseños de Durero. 
Según David Gass, descendiente tanto de Maximiliano I como de Luis II de Hungría, la inclusión del Rey Arturo y Godofredo de Bouillon a las estatuas se deben a la hermana de Luis II, la reina Ana de Bohemia, que se casó con Fernando I y aportó un rico patrimonio inglés. Ambos hombres se listan entre los antepasados de Ana.  
La lista completa de las estatuas (en el sentido de las agujas del reloj desde la izquierda del altar), con su respectivo, diseñador, escultor y año de ejecución es la siguiente:
1. Juana, reina de Castilla († 1555), Sesselschrieber y Kölderer, Magt, Godl, 1528
2. Fernando II, rey de Aragón († 1516), Polhaimer, Magt, Godl, 1530–31
3. Felipe el Bueno, duque de Borgoña († 1467), Sesselschrieber, Magt, Godl, 1521
4. Carlos el temerario, duque de Borgoña († 1477), Sesselschrieber y Kölderer, Magt, Godl, 1525–26
5. Cimburgia, archiduquesa de Austria († 1429), Sesselschrieber y su taller, 1516
6. Margarita de Austria, duquesa de Saboya († 1530), Tiefenbrunn, Magt, Godl, 1522
7. Blanca Maria Sforza, emperatriz († 1511), Tiefenbrunn, Magt, Godl, 1525
8. Segismundo, archiduque de Austria († 1496), Kölderer, Magt, Godl, 1523–24
9. Arturo, rey de Gran Bretaña († siglo VI), Durero, Artusmeister, Vischer, 1513
10. Fernando I, rey de Portugal († 1383), Sesselschrieber y su taller, 1509
11. Ernesto, duque de Austria († 1424), Sesselschrieber y su taller, 1516
12. Teodorico el Grande, rey del Ostrogoths († 526), Durero, Artusmeister, Vischer, 1513
13. Alberto II, duque de Austria († 1358), Polhaimer, Magt, Godl, 1528/29
14. Rodolfo I de Habsburgo, rey de Alemania († 1291), Sesselschrieber y su taller, 1516/17
15. Felipe I, rey de Castilla († 1506), Sesselschrieber y su taller, 1516
16. Clodoveo I, Rey de los francos († 511), Amberger, Arnberger, Löffler, 1509
17. Alberto II, rey de Alemania († 1439), Sesselschrieber y Polhaimer, Magt, Godl, 1526
18. Federico III, emperador  († 1493), Sesselschrieber y Kölderer, Magt, Godl, 1523/24
19. Leopoldo III, margrave de Austria († 1136), Kölderer, Magt, Godl, 1520
20. Alberto IV, conde de Habsburgo († 1239), Durero, Leinberger, Godl, 1517
21. Leopoldo III, duque de Austria († 1386), Kölderer, Magt, Godl, 1519
22. Federico IV, duque de Austria († 1439), Tiefenbrunn, Magt, Godl, 1523/24
23. Alberto I, Rey de Alemania († 1308), Polhaimer, Magt, Godl, 1527
24. Godofredo de Bouillon († 1100), Polhaimer, Magt, Godl, 1533
25. Isabel de Luxemburgo, Reina de Alemania († 1443), Polhaimer, Magt, Godl, 1530
26. María, duquesa de Borgoña († 1482), Sesselschrieber, 1513/16
27. Isabel de Tirol, Reina de Alemania († 1313), Sesselschrieber y su taller, 1516
28. Cunegunda, archiduquesa de Austria († 1520), Sesselschrieber, 1516/17

La galería contiene 23 estatuas pequeñas (66-69 cm) de los santos patrones de los Habsburgo. Fueron diseñadas por el pintor Jörg Köldere alrededor de 1514/15, y talladas en madera y posteriormente en cera por Leonhard Magt. La iglesia también contenía bustos de emperadores Romanosː 20 de estos se muestran hoy en día en Schloß Ambras y uno en el Museo Nacional Bávaro de Múnich.

## Tumba de Andreas Hofer
Andreas Hofer,   héroe nacional del Tirol, está también enterrado dentro de la iglesia. El escultor Johann Nepomuk Schaller fue el autor de su estatua; Josef Klieber creó el relieve del "Fahnenschwur" (Juramento en la bandera) basándose en un croquis de Josef Martin Schärmer.

## Galería de imágenes

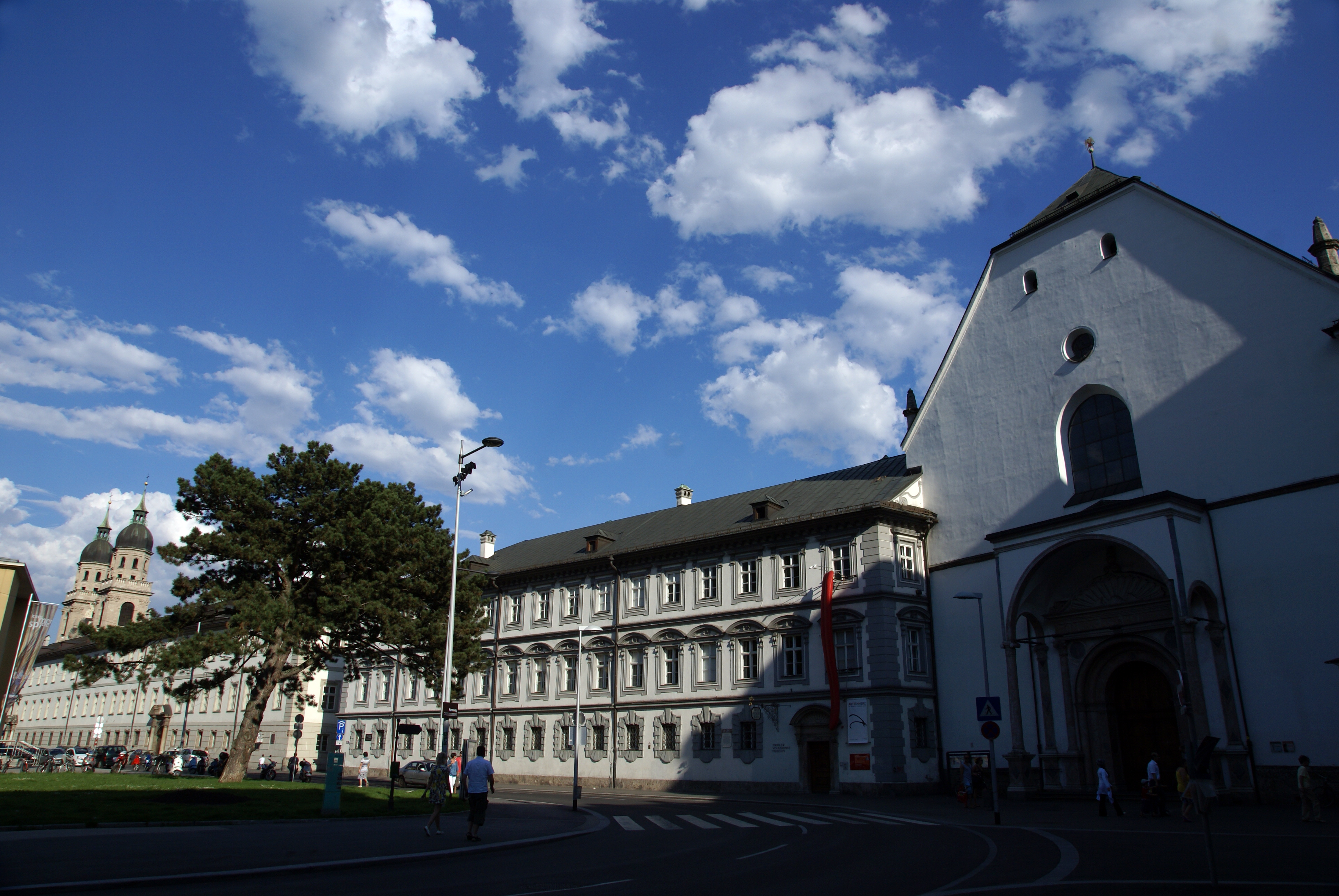
Hofkirche desde Rennweg, mirando en dirección a la iglesia jesuita
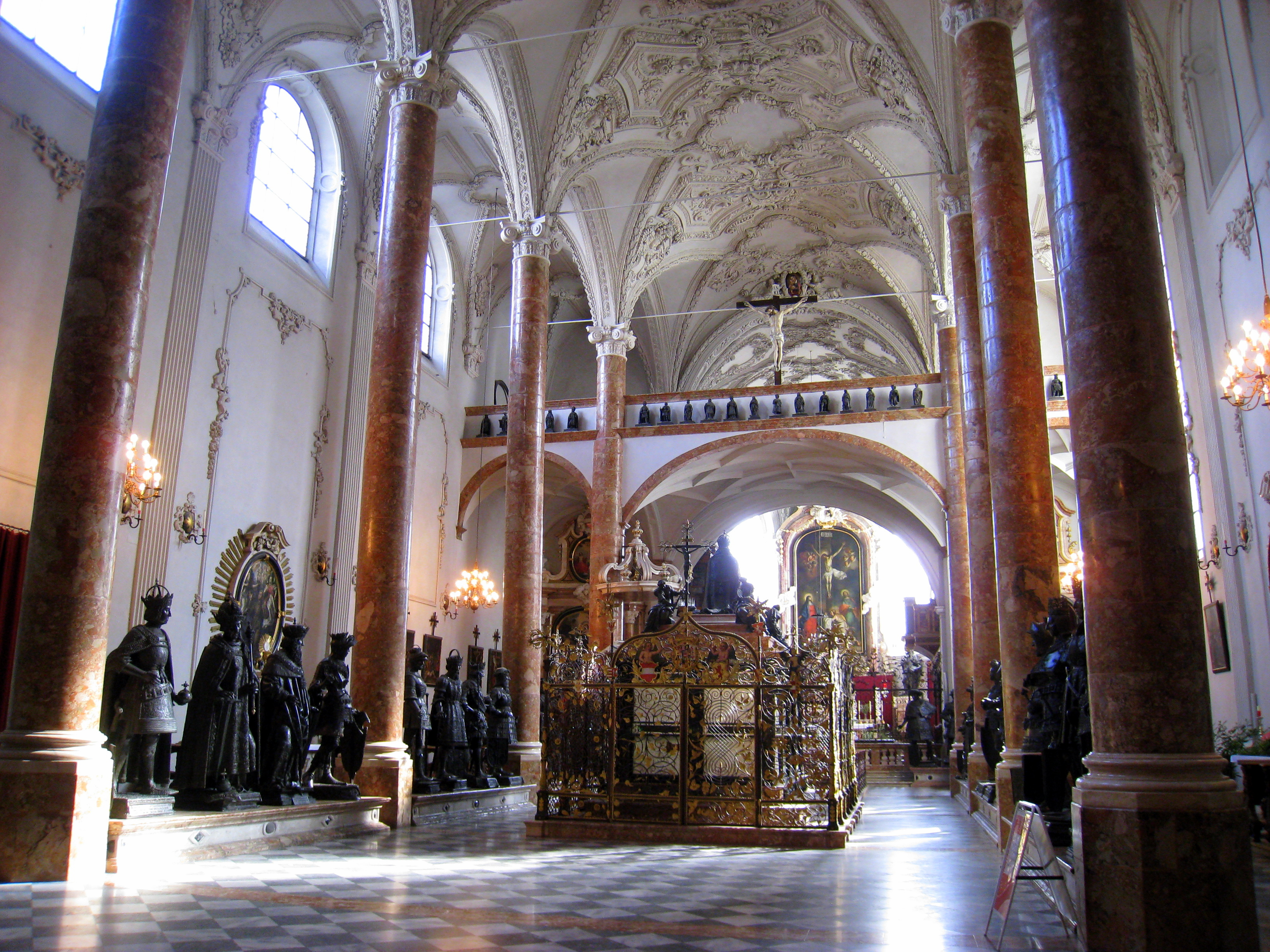
Interior
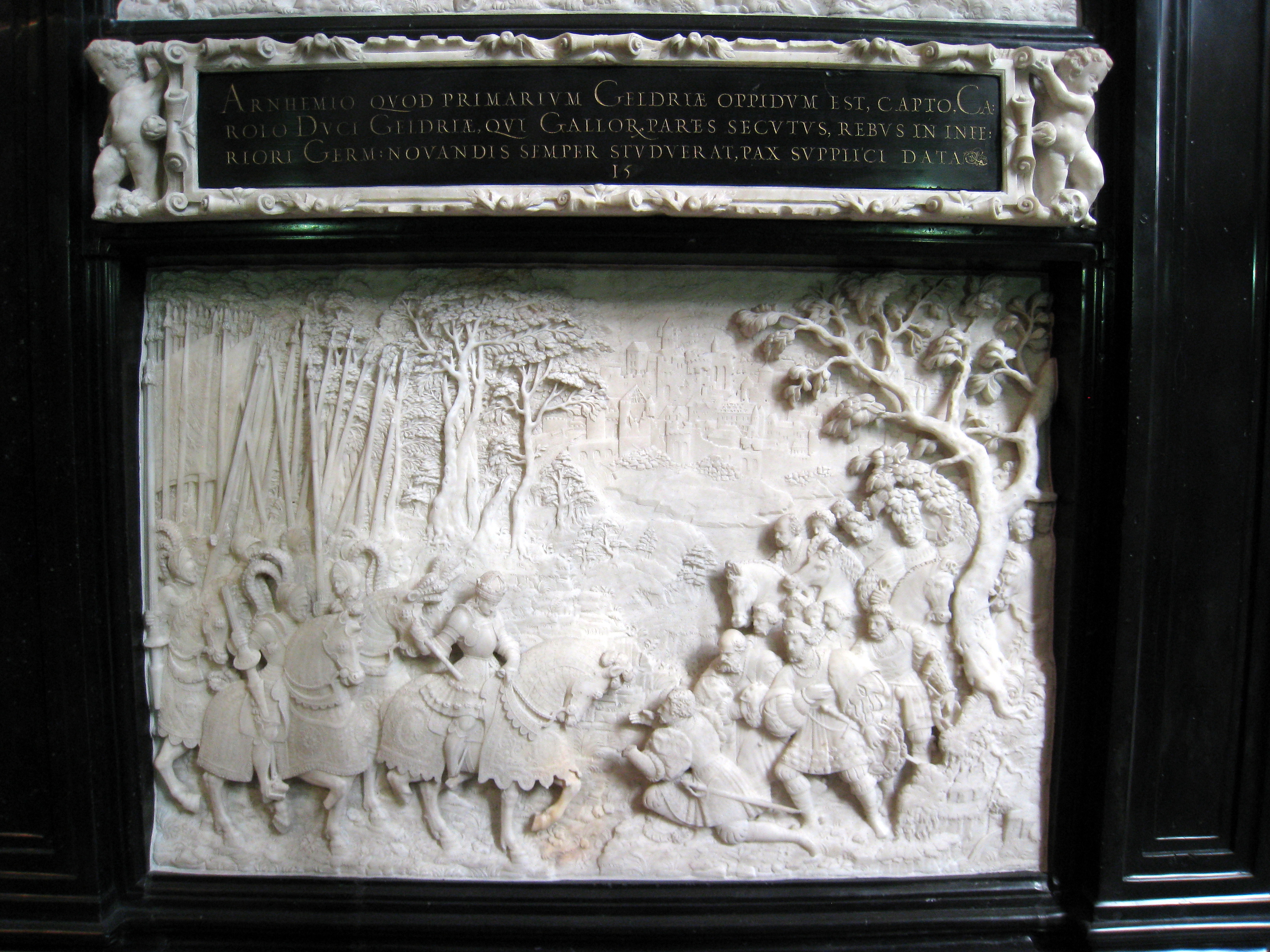
Relieve de mármol del cenotafio
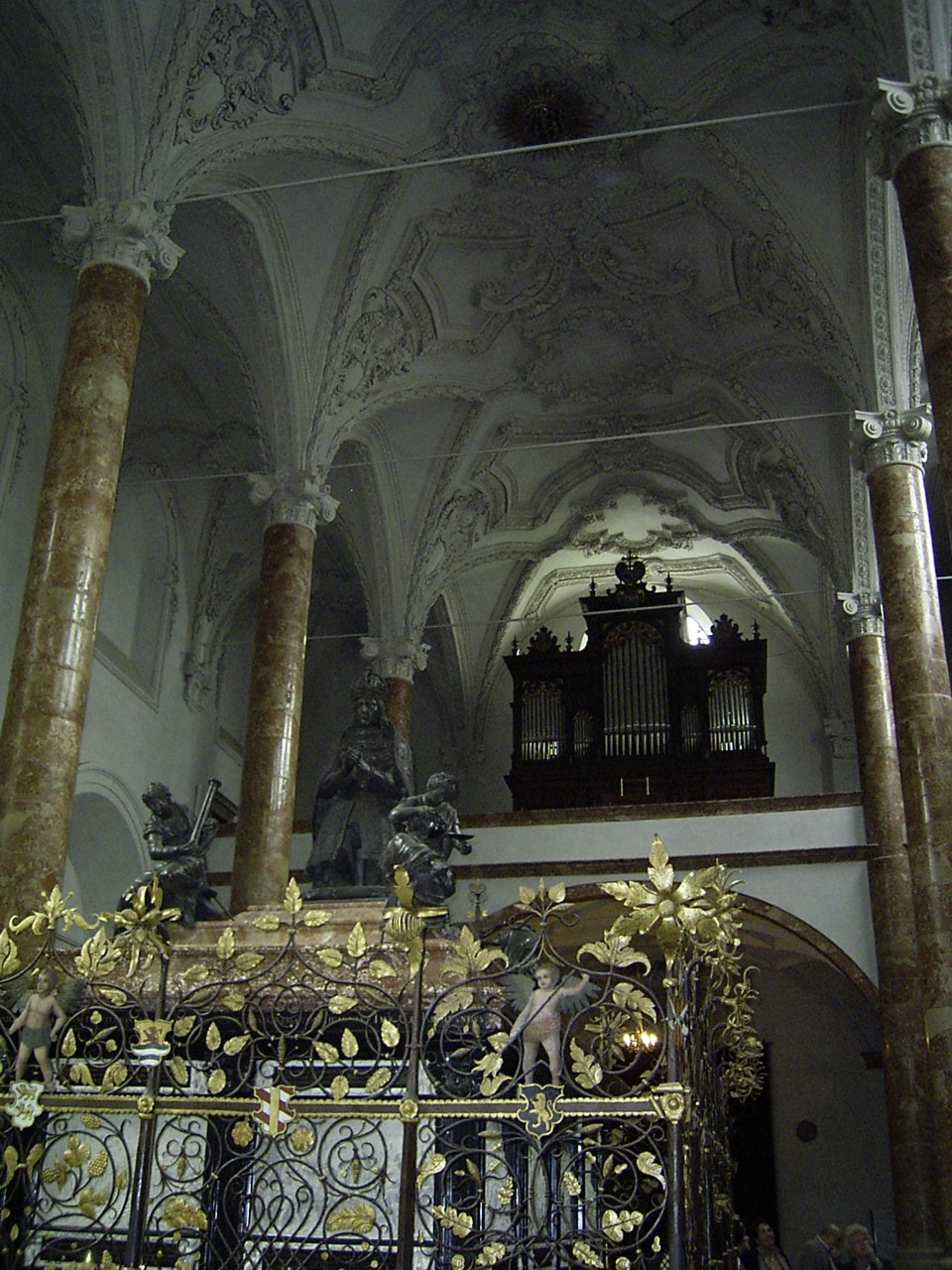
Órgano
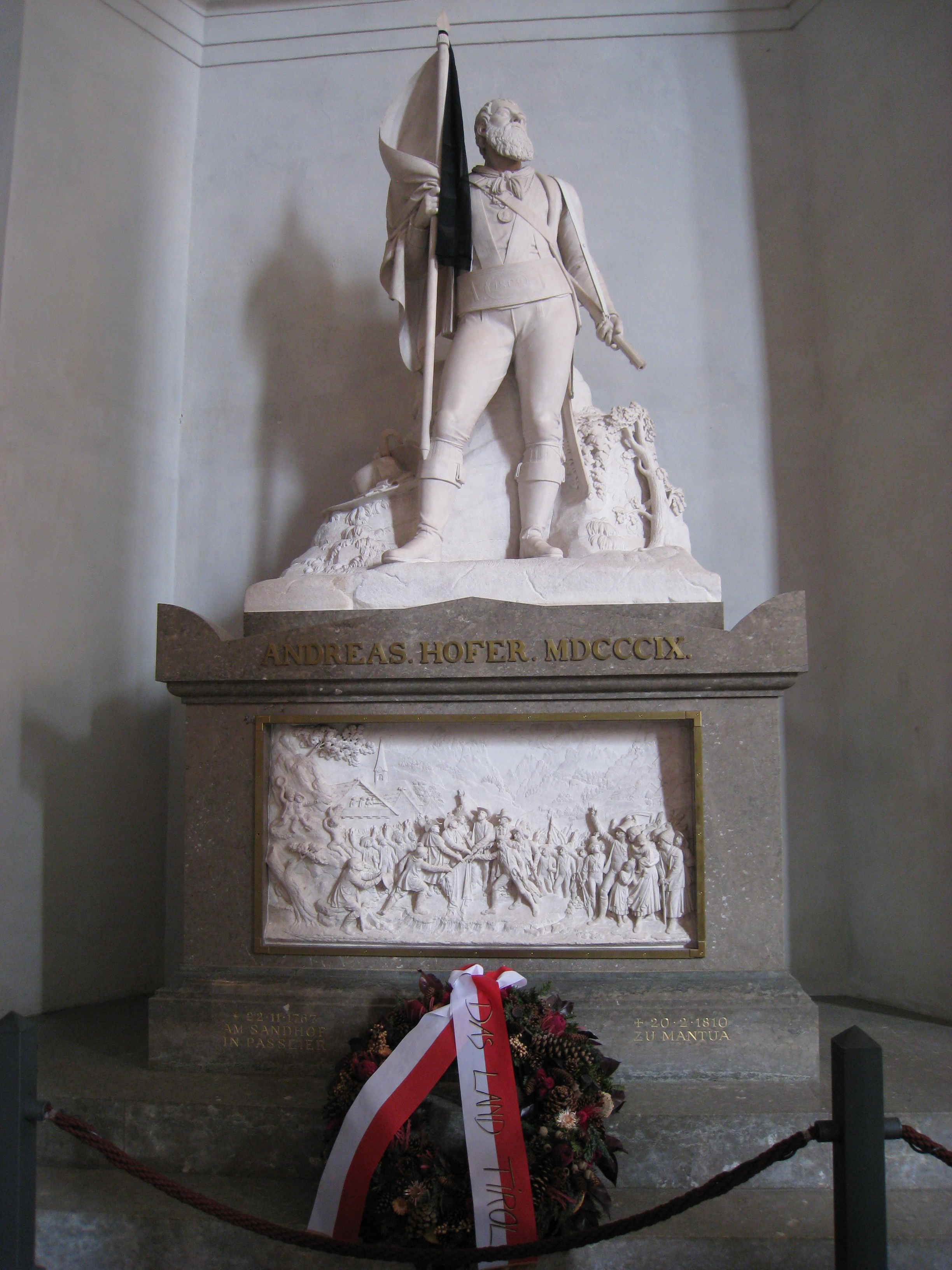
Tumba de Andreas Hofer